# Medels im Rheinwald
Medels im Rheinwald (toponimo tedesco; in romancio Medel ) è una frazione di 45 abitanti del comune svizzero di Rheinwald, nella regione Viamala (Canton Grigioni).

## Geografia fisica
Medels im Rheinwald sorge nei pressi della strada del passo del San Bernardino.

## Storia
Medels im Rheinwald appartenne fino al 1277 alla famiglia De Sacco di Mesocco, signori del Moesano, e in seguito ai Von Vaz; anche dopo il 1277 il paese continuò a essere legato al capitolo di San Vittore, da cui dipendeva la parrocchia di San Pietro della vicina Hinterrhein, inizialmente una chiesa privata della famiglia De Sacco, riferimento per la comunità locale.
Attorno al 1300 coloni walser giunsero dalla Val Formazza e si insediarono nell'area di Medels im Rheinwald, fino ad allora sfruttata come alpeggio dalle popolazioni di lingua romancia dello Schams. Dal punto di vista religioso, nel 1530 Medels e le altre comunità del circolo del Rheinwald aderirono alla Riforma luterana, interrompendo così definitivamente la secolare dipendenza ecclesiastica dalle comunità cattoliche della Val Mesolcina.  

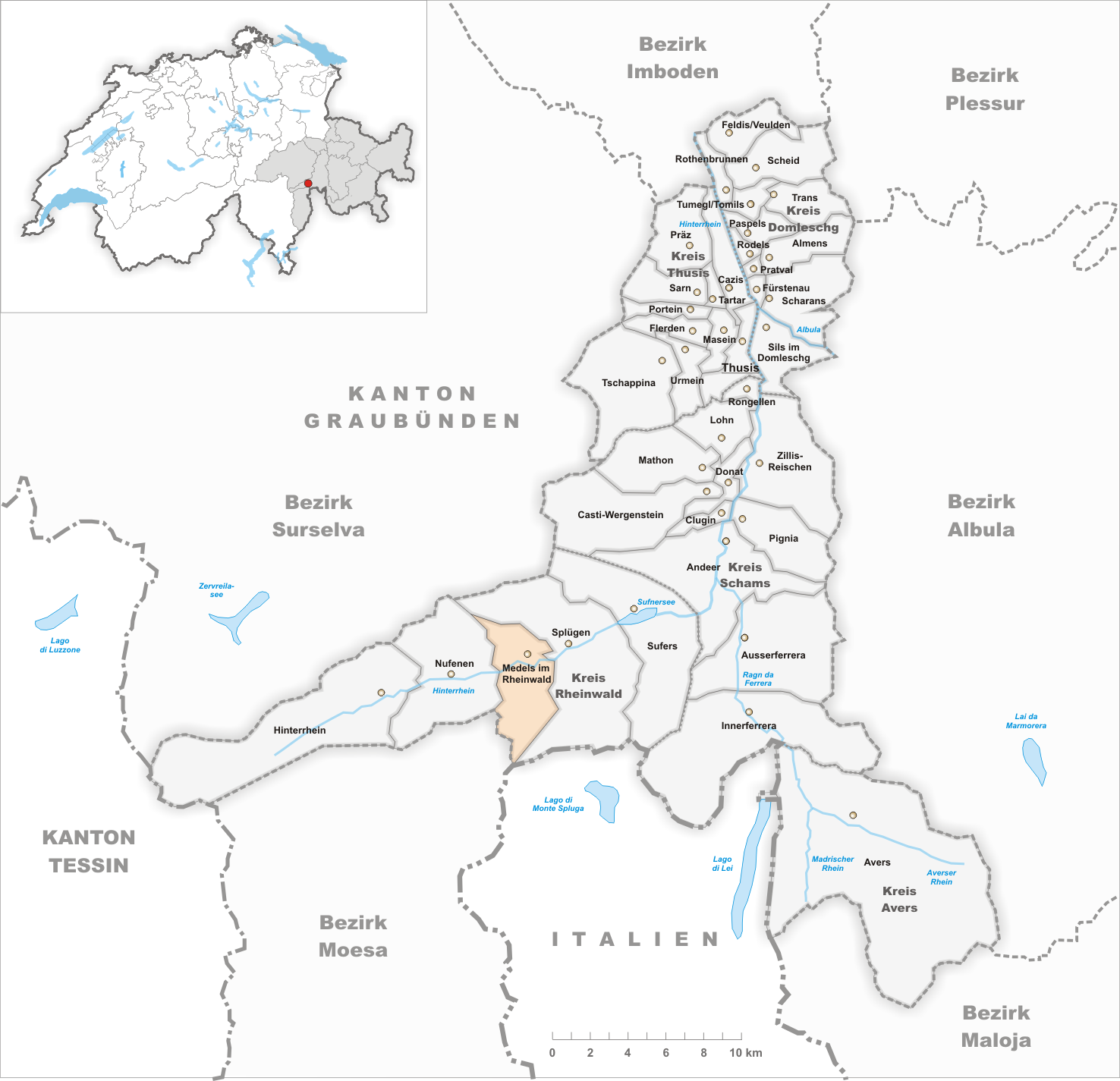
Il territorio del comune di Medels im Rheinwald prima degli accorpamenti comunali del 2006

Dal 1851 al 2005 Medels im Rheinwald è stato un comune autonomo che comprendeva le frazioni di Döörfli, Dorf e Nühuus e che si estendeva per 18,48 km²; nel 2006 è stato accorpato al comune di Splügen, il quale a sua volta il 1º gennaio 2019 è stato accorpato agli altri comuni soppressi di Hinterrhein e Nufenen per formare il nuovo comune di Rheinwald.

## Monumenti e luoghi d'interesse
- Chiesa riformata di Medels im Rheinwald, eretta nel 1708[1].

## Società

### Evoluzione demografica
L'evoluzione demografica è riportata nella seguente tabella:
Abitanti censiti

### Lingue e dialetti
All'inizio del XXI la popolazione era interamente di lingua tedesca.

## Economia
L'economia locale trae impulso principalmente dall'agricoltura.